# Historiographe de France
Le titre d'historiographe de France a été donné sous l'Ancien Régime à des hommes de lettres chargés par le roi d'écrire l'histoire de la monarchie et du royaume de France.

## Introduction
L'origine de ce titre est incertaine. Paul-Martin Bondois indique que le Véronais Paolo Coimi (vers 1455-1529), connu en France sous le nom de Paul-Émile, « orateur et chroniqueur du roi », a pu être à l'origine de cette fonction en imposant une chronique officielle sous la forme latine et oratoire. Bernard de Girard seigneur du Haillan a écrit les annales officielle en français, faisant abandonner la forme latine. Sous Henri II, plusieurs écrivains ont été des chroniqueurs pour le roi : Jacques Bouju seigneur des Landes (1515-1577), Denis Sauvage (né en 1520), Pierre de Paschal (1522-1565).
Ce n'est qu'à partir de Charles IX qu'un brevet est décerné par les rois aux historiens appointés par la cour le titre et la charge d'historiographe de France. 
En 1646, Charles Sorel a fait précéder l' Histoire du roy Louis XIII, composée par messire Charles Bernard, d'un traité De la charge d'Historiographe de France montrant qu'il faut séparer l'historiographe de France dont le titre est unique, de celui d'historiographe du roi. Charles Sorel écrit que l'office unique créé par Henri III au profit de du Haillan, a été transmis successivement à Pierre Mathieu, Charles Bernard et à lui-même. Cependant, on constate que les historiographes sont appelés indifféremment historiographes de France et historiographes du roi et que cette différence a disparu dans l'usage. Du vivant de du Haillan, Henri IV a donné le même titre à Nicolas Vignier, Jean de Serres, Pierre Mathieu, et quelques autres. Dans les listes qui sont données dans la littérature, il est souvent difficile de séparer les deux titres. Paul-Martin Bondois remarque qu'en 1649 on compte quatre historiographes : Charles Sorel, Jean Sirmond, Jean Le Brisacier, et Jean Puget de La Serre. Charles Sorel se désigne comme premier historiographe de France.
Jean-Baptiste de La Curne de Sainte-Palaye a essayé d'en dresser la liste dans son Dictionnaire manuscrit des antiquités françaises, tome VIII, mais l'ouvrage inachevé n'est qu'une suite de notes informes et incomplètes.
Adolphe Chéruel, dans l'article Historiographe dans son Dictionnaire historique des institutions, mœurs et coutumes de la France, tome 1, indique que les « historiographes sont des écrivains payés pour écrire l'histoire des princes et qu'il y a eu autrefois en France des historiographes brevetés, qu'on appelait tantôt historiographes de France, tantôt historiographes du roi : ces deux titres qu'on voulait distinguer, semblent se confondre ». Cette définition est reprise par Ludovic Lalanne dans son Dictionnaire historique de la France, p. 994-995.

## Liste des historiographes de France
- Gabriel Chappuis (vers 1546-1613), historiographe de France en 1596,
- Jean de Serres (1540-1598), principal du collège des arts de Nîmes en 1578, pasteur protestant à Orange en 1583, historiographe de France en 1596,
- Charles Bernard (1571-1640), il est nommé historiographe de France par Louis XIII à la mort de Pierre Mathieu, par brevet du 15 octobre 1621,
- Charles Sorel seigneur de Souvigny (1599-1674), succède à son oncle Charles Bernard comme historiographe de France, en 1635,
- De Billon, nommé historiographe de France et conseiller d'État en 1646[6],
- Jean Puget de La Serre (1600-1665), historiographe de France en 1652,
- Gilbert Saulnier du Verdier (en) († 1686), historiographe de France en 1653,
- Pierre Louvet (1619-1681), peut-être historien de France en 1659,
- Jean Tarin (1590-1666), historiographe de France en 1663,
- Père Daniel (1649-1728), jésuite, historiographe de France en 1713,
- Jean-Daniel Schoepflin (1694-1771), historiographe de France en 1740,
- Voltaire, historiographe de France en 1745,
- Charles Pinot Duclos (1704-1772), historiographe de France en 1750,
- Jacob-Nicolas Moreau (1717-1803), historiographe de France en 1774.

## Quelques historiographes du roi
Il y a d'abord eu des chroniqueurs de France. Cette fonction n'est pas remplie d'une manière continue. Pour François Fossier, la fonction d'historiographe du roi est définie par Henri II quand il a nommé par brevet Pierre de Paschal. L'historiographe est alors devenu un officier de la Couronne, émargeant au Trésor de l'Épargne.
- Jean Chartier  (1385?-1464) , historiographe du roi Charles VII en 1437,
- Jean Castel (†1476), moine de Cluny, abbé de Saint-Maur-des-Fossés en 1472, lui succède en 1464, grand chroniqueur de France[7],
- Mathieu Levrien, « chroniqueur de l'église Saint-Denis », nommé chroniqueur de France en 1483,
- Paul-Émile (vers 1455-1529), historiographe du roi en 1498,
- Jehan d'Authon (vers 1466-1528)[8], historiographe du roi Louis XII en 1501,
- Nicole Gilles, nommé historiographe du roi,
- Guillaume Crétin (†1525), trésorier de la Sainte-Chapelle de Vincennes, nommé historiographe du roi par François Ier,
- André Thevet (†1590) aumônier de Catherine de Médicis, historiographe et cosmographe du roi en 1558, il est chargé de continuer les Annales de Nicole Gilles,
- Pierre de Paschal, ou Pascal, (1522-1565)[9], historiographe du roi, il apparaît dans les comptes comme historiographe de France en 1561,
- François Hotman (1524-1590), historiographe du roi en 1565,
- François de Belleforest (1530-1583), historiographe du roi en 1568,
- Bernard de Girard seigneur du Haillan (1535-1610), historiographe d'Henri III, en 1571,
- Claude Fauchet (1530-1602), nommé historiographe du roi, en 1581
- Nicolas Vignier, nommé historiographe du roi en 1589 par Henri III,
- Nicolas Bergier (1567-1623), historiographe du roi en 1605,
- Pierre Olhagaray (1570-1605), pasteur de Mazères, il abjure et il est nommé historiographe du roi en 1605,
- Pierre Matthieu (1564-1621), succède Bernard de Girard du Haillan comme historiographe du roi, en 1609,
- Claude Malingre (1580-1653) sieur de Saint Lazare, historiographe du roi en 1614,
- Jérémie Ferrier (1576-1624)[10], pasteur protestant, il abjure en 1613 et obtient d'être nommé historiographe du roi en 1619,
- Scévole de Sainte-Marthe (†1650) et son frère Louis de Sainte-Marthe (1571-1656), historiographe du roi en 1620,
- Scipion Dupleix (1569-1661), nommé historiographe du roi, en 1620, par Louis XIII,
- Antoine Fousteau (1591-1655) historiographe du roi en 1627,
- Nicolas Renouard, historiographe du roi en 1621 jusqu'en 1628,
- Théodore Godefroy (1580-1649), historien du roi par brevet du 28 février 1632[11],
- Jean Sirmond (vers 1589-1649), neveu du père jésuite Jacques Sirmond, historiographe du roi en 1633
- Denis Godefroy (1615-1681), fils aîné de Théodore Godefroy, nommé historiographe du roi en mai 1640,
- Pierre Gaucher de Sainte-Marthe (1618-1690), ou Pierre-Scévole de Sainte-Marthe, fils de Scévole de Sainte-Marthe, historiographe du roi en 1643,
- François La Mothe Le Vayer (1588-1672), historiographe du roi en 1644,
- Jean-Louis Guez, seigneur de Balzac (1597-1654), historiographe du roi en 1645,
- Jean Le Brisacier (1603-1668), nommé historiographe du roi dans un compte de 1643, puis d'historiographe de France en 1646,
- Marc-Antoine Dominicy (vers 1605-1650), historiographe du roi en 1646,
- Pierre  du Ryer (1605-1658), historiographe du roi en 1646,
- Pierre Costar (1603-1660)
- Honoré Cazeneuve dit le Père Balthazar de Riez (1599-1678), historiographe du roi en 1647,
- François Nicolas Baudot Dubuisson-Aubenay (vers 1590-vers 1652), historiographe du roi en 1648,
- Charles Segoing(1610-1674), comte de Vimory, avocat au parlement de Paris, auteur de plisieurs livres sur l'héraldique, l'historiographe du roi vers 1650,
- Jean de la Mure (1616-1675), historiographe du roi en 1654,
- Henri de Valois (1603-1676), historiographe du roi en 1654,
- Samuel Sorbière (1615-1670)[12], protestant, principal du collège d'Orange, il abjure en 1653, historiographe du roi, en 1660,
- Jean Doujat, historiographe latin du roi en 1660,
- François Eudes de Mézeray (1610-1683), historiographe du roi, en 1661,
- Gilles-André de La Rocque, (1598-1686), généalogiste, héraldiste, historiographe du roi en 1662,
- Jean Le Laboureur (1623-1675), historiographe du roi en 1664,
- Adrien de Valois (1607-1692) succède à son oncle, Henri de Valois, en 1664,
- Nicolas Lhéritier sieur de Nouvelon (1613-1680)[13], historiographe du roi vers 1664,
- Paul Pellisson-Fontanier (1624-1693)[14], protestant, il est nommé historiographe du roi après être devenu catholique en 1670, mais il est remplacé par Racine et Boileau,
- André Félibien, secrétaire d'ambassade en 1647, il est appelé à la Cour par Colbert et nommé historiographe des bâtiments du roi,
- Jean Racine, nommé historiographe du roi en 1677,
- Nicolas Boileau-Despréaux, nommé historiographe du roi en 1677.
- Gianbattista Ferretti (1639-1682), historiographe du roi, en 1682,
- Louis-Géraud II de Cordemoy (1651-1772)[15], abbé, fils de Géraud de Cordemoy, historiographe du roi en 1683,
- Claude Charles Guyonnet de Vertron (1645-1715), historiographe du roi en 1685,
- René Richard (1654-1727) historiographe du roi vers 1690,
- Jean Donneau de Visé (1638-1710), historiographe du roi en 1691,
- Jean-Baptiste du Trousset sieur de Valincour (1653-1730), historien du roi en 1699,
- Jean-Jacques Garnier (1729-1805), historiographe du roi en 1771,
- Jean-François Marmontel (1723-1799), historiographe du roi, en 1771,
- Louis Claude de Vezou, historiographe du roi, en 1773,
- Philippe-André Grandidier (1752-1787), historien du roi en 1787,
- François-René de Chateaubriand (1768-1848), historiographe du roi en 1817.